# Unión de Curtidores
El Club Deportivo Unión de Curtidores fue un equipo de fútbol mexicano fundado el 15 de agosto de 1928 en la ciudad de León, Guanajuato.
Actualmente es una Asociación Civil dedicada a la promoción del deporte y primordialmente al fútbol, con gran tradición en la Primera División de México, la Segunda División de México y la Tercera División de México del fútbol profesional mexicano y en el fútbol amateur leonés y nacional, además de realizar labores sociales en pro de la niñez y la juventud.

## Historia

### Fundación
El 15 de agosto de 1928, es fundado el Unión de Curtidores, que adquirió fama de fuerte en esos torneos regionales, tanto, que los directivos empezaron a planear el ingreso del equipo a la Liga Mayor (hoy Primera División). Por iniciativa de Antonio Morales, en 1943, se hizo la solicitud formal de inscribir un equipo de la ciudad en la Liga Mayor de Fútbol. Fue así como un grupo de jugadores provenientes del Unión de Curtidores y de la Selección de Guanajuato, se juntó para entrenar con el objetivo de participar en la temporada 1944-1945. Ese grupo se autodenominó "Unión-León", que más adelante se convertiría en el Club León.

### Ingreso a la Segunda División
Después de dar paso al registro del Club León, el Unión de Curtidores siguió trabajando en el ámbito amateur y en las Ligas de la ciudad de León, Gto. sin abandonar sus sueños de participar en el profesionalismo. Tiempo después el equipo resurge de nuevo al profesionalismo con el nombre de Unión de Curtidores, y en la temporada 1967-68 ingresa a la Segunda división mexicana junto con los Tigres de la UANL, esto debido a la expansión que se realizó de 16 a 18 equipos. Desde su primera temporada hasta la 1973-74 el equipo tuvo torneos muy aceptables pero sin poder llegar a disputar la fase final por el ascenso.
En el torneo 1970-71 queda en 7.º lugar, mientras que en la 1971-72 estuvo a punto de descender al quedar en el lugar 16 de 18 equipos. Para la campaña 1972-73 terminó en 8.º lugar, y su mejor torneo lo vivió en la temporada 1973-74, terminando en 4.º lugar, por lo que disputa la semifinal contra los UANL. El primer partido se jugó el 28 de abril de 1974 en León, y el resultado fue de empate a un gol, mientras que en el juego de vuelta, realizado el 5 de mayo de 1974, los Tigres se impusieron en el Estadio Universitario por marcador de 2-1., siendo campeones de la Segunda División y ascenso a la Primera División Nacional.
Al término del torneo la primera división anuncia su expansión de 18 a 20 equipos y para esto invita al subcampeón y al tercer lugar de la segunda división, que le correspondían a los U. de Guadalajara y al Unión de Curtidores, sin embargo la Universidad de Guadalajara ya había adquirido la franquicia del Diablos Blancos de Torreón, por lo que entonces se invitó al Pumas de la Universidad de San Luis, dado que en esa temporada había descendido el equipo San Luis, los tuneros.

### Arranque espectacular en la Primera División
El arranque de los Curtidores en Primera División fue impresionante, y dirigidos por Antonio Carbajal, "La Tota" en su primera campaña de 1974-75 alcanzaron la liguilla que en ese tiempo solo disputaban 4 equipos. En la serie final por el campeonato vencieron al León por 1-0 y posteriormente empataron a 0, después el equipo cayó en dos ocasiones con el Deportivo Toluca, equipo que lograría el título una semana después al derrotar al Club León. Después perdió con Cruz Azul en León, pero goleó en el Estadio Azteca para quedarse con el tercer lugar.
En esa temporada de 1975, el cuadro titular estaba conformado por José Luis Lugo, Mario Cuevas, Alejandro Villalobos "El Gallo", Pío Tabaré González, Roberto López, Salvador Carrillo, Hugo Dávila, Jorge Lizardo, Oribe Maciel, Fausto Vargas y Juan Carlos Czentoricky. Mientras que en la banca había jugadores como Guillermo "Puskas" García, Héctor Bentron, José Luis Rivera, "El Sabanita", Alberto Morales, Sergio Silva, Salvador Enríquez "El Chavicos" y José Luis Sánchez.
En la siguiente temporada (1975-76), el equipo nuevamente calificó a la liguilla, esta vez disputada entre 8 equipos con el sistema de eliminación directa en cuartos de final, semifinal y final. En los cuartos de final el equipo venció 3-0 a los Pumas de la UNAM en La martinica y perdieron 2-1 el juego de vuelta, por lo que con un global de 4-2 el equipo avanzó a las semifinales, donde se enfrentaron al América, perdiendo los dos juegos por marcador de 1-0. En esa temporada sería campeón el América.

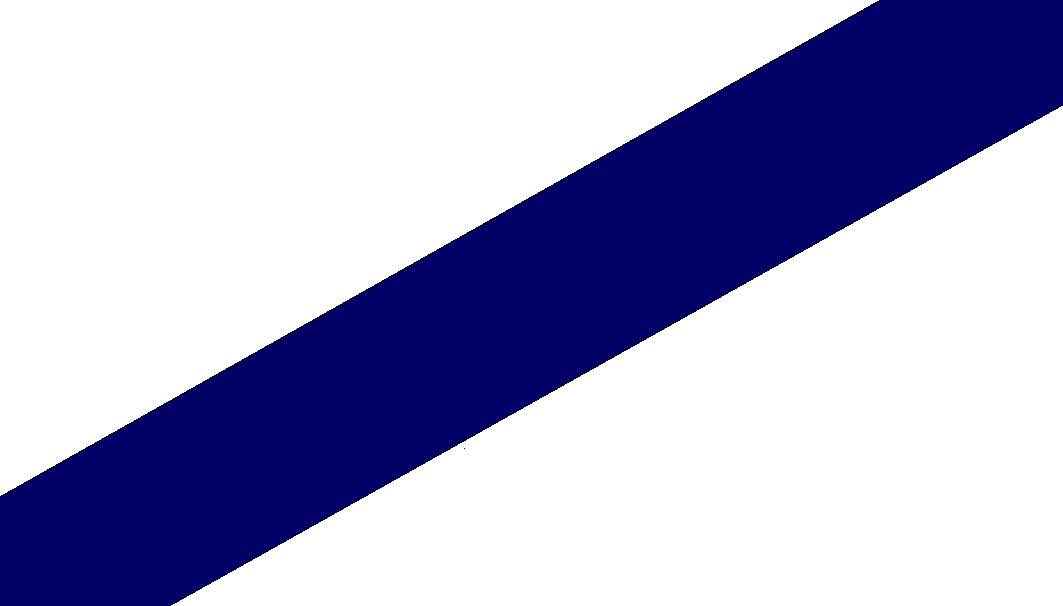
Bandera representativa del Club.

Después de 2 temporada buenas, el equipo cayó en una baja de juego junto con la venta de jugadores importantes, en la temporada 1976-77 quedaron en el lugar 16 de la tabla general.

### Envían a los Zorros del Atlas a Segunda División
Y para el torneo 1977-78 terminan en el último lugar general, por lo que tuvo que enfrentarse al Atlas en los juegos por el no-descenso. El 14 de mayo de 1978 empataron a 0 en León y parecía que el equipo volvería a la segunda división, sin embargo el 18 de mayo logran vencer por marcador de 4-2 a los zorros en el mismo Estadio Jalisco. Una hazaña dado que Curtidores era el señalado para el descenso.
En la temporada 1978-79 el equipo no logró pasar de media tabla y logró terminar en el lugar número 13 general. 

### Envían a los Gallos del Jalisco a Segunda División
Para la temporada 1979-80 el equipo volvería a jugar por no descender, al quedar en el lugar 19, esta vez frente al Club Social y Deportivo Jalisco, "los Gallos". El 21 de junio de 1980 en el Jalisco los Gallos Azucareros obtuvieron una ventaja de 2-1, pero Curtidores remontó con un 3-1 en La Martinica una semana después para salvarse por segunda vez.

### El descenso
En la última jornada de la temporada 1980-81 Curtidores venció por marcador de 1-0 a los Campesinos de Querétaro, y esperaban que el Atlas perdiera su juego con la UAG, pero después de ir ganando 2-0, los Tecos fueron alcanzados por los rojinegros 2-2, lo que dio como resultado que la ventaja de puntos entre Curtidores y el Atlas fuera de solo 3 puntos, por lo tanto debieron enfrentarse igual que 3 años atrás para definir al equipo que descendería. El 16 de julio de 1981 el Atlas venció en el Jalisco a Curtidores por marcador de 2-0, ventaja que fue definitiva pues el 23 de julio en La Martinica, el equipo solo pudo vencer 2-1 (global 2-3) a los Zorros por lo que descendió por primera vez a segunda división.

### En Segunda División
Tras el descenso los Curtidores trataron de regresar de inmediato, y en el torneo 1981-82 lograron el liderato general de la división de ascenso, sin embargo en la liguilla a pesar de empezar ganando 2-0 a los Osos Grises de Toluca, no pudieron llegar a la gran final, misma que ganaron los Halcones de Oaxtepec a los Coras de Tepic.
La temporada 1982-83 nuevamente obtuvieron el liderato del torneo con 54 puntos en 36 partidos, ya en la liguilla eliminaron a Nuevo Necaxa, al Jalisco y al Veracruz para enfrentar en la gran final al Zamora. Tras empatar en tierras michoacanas 1-1, el 20 de mayo de 1983 Curtidores obtuvo el campeonato de la segunda división al ganar 1-0 en La Martinica y así por primera vez tener un título de campeón y el ascenso a la Primera División.

### Segundo descenso
Fue entonces que llegó la temporada 1983-84, considerado el peor torneo de la historia del club, anotaron su primer gol hasta la jornada 6 cuando perdieron 1-2 con los Tigres de la UANL, y ganaron su primer partido hasta la fecha 14 al vencer al Atlas, terminaron el torneo con solo 19 puntos en el último lugar general a 11 puntos de distancia del penúltimo, por reglamento no hubo liguilla de descenso y así regresaron a la segunda división.
En el torneo 1984-85 calificó a la liguilla al quedar en el primer lugar de su grupo y 7.º general, pero no logró llegar a la final pues en su grupo de ascenso se enfrentó al Pachuca, al Poza Rica y a la Universidad Autónoma de Querétaro quedando eliminado de la competencia al obtener 9 puntos por 13 de los Tuzos.
Al mismo tiempo que la Unión de Curtidores jugaba en segunda división existía un equipo en la Tercera división mexicana que se llamaba Búfalos Curtidores y que ese año quedó campeón, por lo que ascendió a la segunda división y tomó el nombre de Unión de Curtidores, ya que para el torneo 1985-86 la franquicia que jugaba en segunda fue vendida y se trasladó a Chetumal y los Búfalos Curtidores se quedaron en León.
Poco duró este nuevo intento de Unión de Curtidores de estar en el profesionalismo, ya que al año siguiente esta franquicia fue vendida, quedándose nuevamente el Curtidores trabajando en las ligas amateurs de León, Gto.

### Ascenso
La franquicia renace profesionalmente en la Primera División "A" en 1997 cuando esta división se expandió de 18 a 21 equipos siendo de nuevo el Unión de Curtidores uno de los equipos de expansión. Después de 3 torneos, en el verano 1999 llega a la final en la que vence al Cruz Azul Hidalgo en tiempo extra en el Nou Camp con gol de oro, y así obtiene el título de verano y el derecho a jugar la final de ascenso contra los Venados de Yucatán. El 16 de junio de 1999 el Curtidores gana 2-0 en Yucatán, y el 20 de junio golean 5-1 a los venados en León para ascender a primera división.

### Campeón de Segunda División y nunca jugó en Primera
Al ascender, la franquicia es comprada por el descendido Puebla FC, el problema se dio ya que el entonces directivo autorizado para jugar con el escudo y el nombre del equipo, Valente Aguirre, era también dueño del León, al intentar vender al León la afición leonesa se opuso rotundamente, por lo que tuvo que vender la franquicia llamada Curtidores, causando así la desaparición del fútbol profesional, del equipo como si fuera una maldición en la larga historia de la Unión de Curtidores, mas no del club fundado. En la década de 2000s, se funda un equipo llamado Unión Car-Vel que jugó en tercera y segunda división, a este se le llamó Unión de Curtidores y estaba dirigido y presidido por Don Antonio "Cinco Copas" Carbajal, pero no pudo sostenerse mucho tiempo, regresando nuevamente el Unión de Curtidores a sus orígenes en el fútbol amateur leonés.
Esos son los únicos representativos dentro del fútbol profesional que han contado con la autorización y la anuencia del Club Deportivo Unión de Curtidores Fundado en 1928, en el Barrio Arriba para representarlo. Los demás que se han hecho llamar así ha sido sin tener derecho y sin contar con la autorización del verdadero Club.
Actualmente el club está ubicado en la calle Melchor Ocampo esquina con Aquiles Serdan en la ciudad de León, Guanajuato, donde se puede apreciar un museo que cuenta la larga historia y su peso deportivo en la historia deportiva de León siendo considerado "Patrimonio deportivo del Barrio Arriba". Patrocina en diferentes ligas equipos juveniles e infantiles en la Ciudad de León.

## Escudo
El Club Deportivo Unión de Curtidores tiene una insignia que es reconocida por su historia. El emblema es un diseño simple, en el que figura un obrero curtidor con la cabeza formada de un balón, trata de formar un cuerpo humano y su vestimenta es un cuero.
En el centro forma la banda blanca que es un capal que significa que era la correa que utilizaban los cargadores de un canasto que llevan en la espalda.
Dentro de la banda van los elementos de las iniciales U de C, son derivadas del Unión de Curtidores, y cruzando el escudo la Leyenda Fundado en 1928.

## Uniforme
|  |  |  |  |  |  |  |

Antiguos Uniformes

## Estadio

### Estadio La Martinica
El Estadio La Martinica fue un estadio de fútbol, situado en la ciudad de León, Guanajuato, México. Servía de sede habitual al Unión de Curtidores de la Segunda División de México. Estaba ubicado en Calle Antonio "Tota" Carbajal esquina Malecón del Río, Colonia La Martinica.
Se terminó de construir en 1950, cuando Alfonso Guerra edificó en sus terrenos el estadio, con cupo para 2,000 personas, cobrando 5 centavos. Al año siguiente el conjunto de los esmeraldas del León ya entrenaba en este último estadio.

### Estadio León

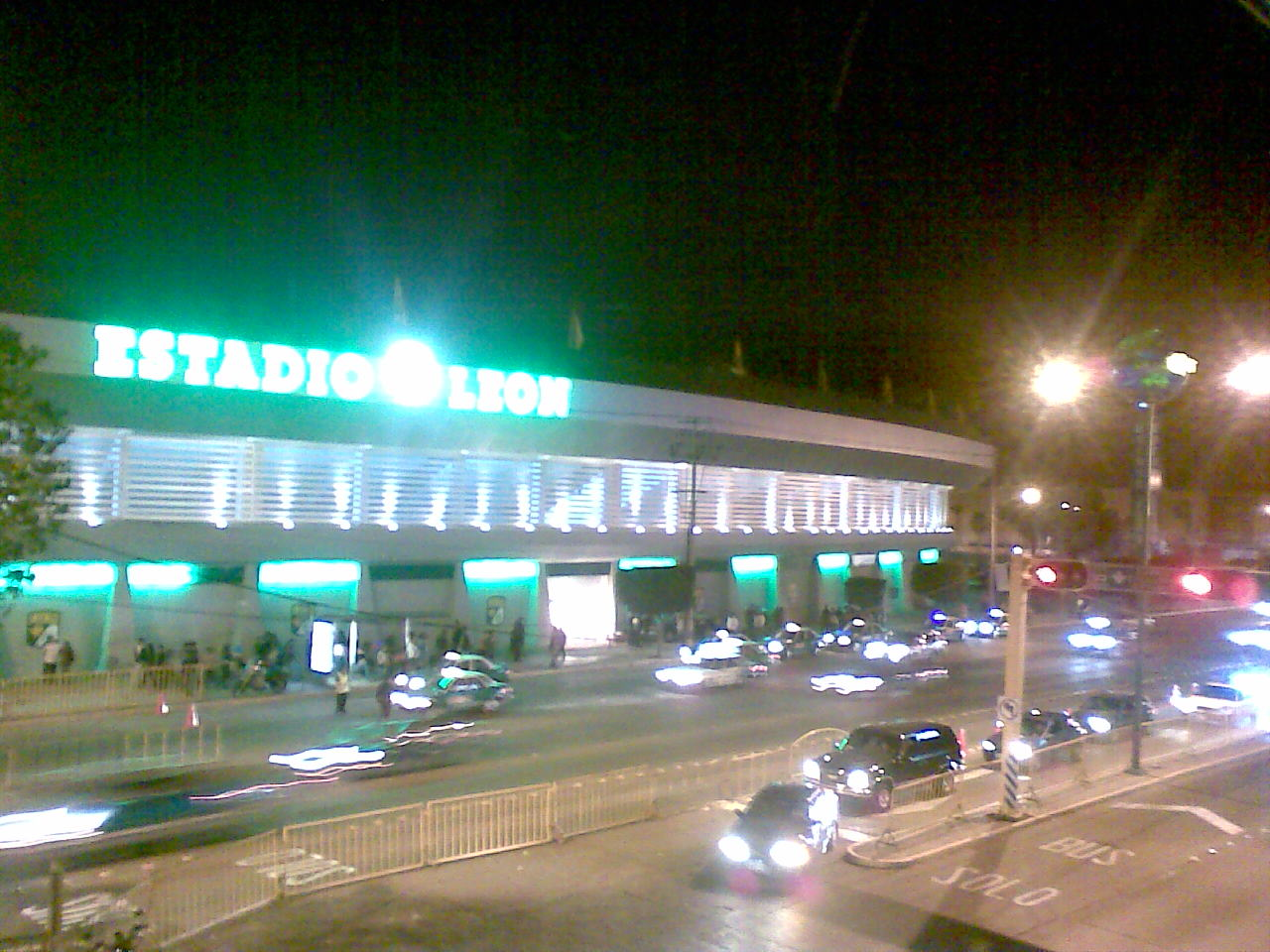
Estadio León.

El Estadio León (conocido también como Estadio Nou Camp) es un estadio de fútbol situado en la ciudad de León, en el estado de Guanajuato en México. A partir del Torneo Apertura 2013 fue sede al Unión de Curtidores, hasta su desaparición en 2016. Sirve de sede habitual al Club León, así como algunos equipos filiales y de divisiones inferiores. Es usado también para eventos especiales, como presentaciones musicales.
Su dirección es Bulevar Adolfo López Mateos 1810, Colonia La Martinica, CP 37500, León, Guanajuato, México y cuenta con un aforo de 33.943 espectadores. Está dividido en 4 sectores principales: Cabecera Norte (Sol 5), Cabecera sur (Sol 10), Poniente (Preferente) y Oriente (Zona A), además de contar con más de 300 palcos.

## Palmarés

### Torneos nacionales
- Primera División 'A' de México (1): Verano 1999.
- Campeón de Ascenso (1): 1998-1999.
- Segunda División de México (1): México 1970 y 1982-1983.
- Tercera División de México (1): 1984-1985.
- Copa de la Segunda División de México (1): 1970-1971.
- Campeón de Campeones de la Segunda División de México: 1970-71